# Лесковац
Ле́сковац (серб. Лесковац, Leskovac, тур. Leskofça, нім. Lesskowatz) — місто в муніципалітеті Лесковац на півдні Сербії.
Населення самого міста 60 288 в (2011) році, а агломерації — 144 тис. жителів (2011).
Розташований на лівому березі річки Південна Морава (Морави), в 230 км від Белграда.

## Історія
Сліди життя Брницької культури (8 століття до н. е.) видно на пагорбі Хисар (Хисар Лесковац), який був захищений глибоким ровом з частоколом на його внутрішній стороні в басейні Великої Морави. Пізніше в залізну добу, поселення Хісар не існувало з 6 століття до н. е. до 4 століття до нашої ери. Крім того останки грецьких поселень та кераміки, трибаллів (фракійські гробниці) були розкопані в 2005 році. Археологічні знахідки з багатошарових поверхонь показують, що племена скордисків і трибаллів населяли долину Лесковаца до римського завоювання в 1 столітті до нашої ери. Відомі культурно-історичні пам'ятки в цій галузі є: римські некрополі в Малій Копашниці з'являються з 2-ого сторіччя нашої ери, місто Східної Римської імперії Юстиніана Прима побудоване в 535 році нашої ери. Слов'яни заселили область в 6-му столітті, і місто тоді стало відоме як Дубочиця.
Вчені стверджують, що історію цього регіону можна простежити більш достовірно з XII століття коли сербський жупан Стефан Неманя від візантійського імператора Мануїла I Комніна отримав у подарунок Дубочицю (як називали протягом століть цю область) і пообіцяв йому «Вам буде у вашому потомстві після вас», так Дубочиця стала частиною Рашки, як її автономна область (див. Битва на річці Мораві (1190)). Перша письмова згадка про Лесковац датується XIV століттям, а потім це місце описується як велике село. Від часів імператора Душана і відразу після нього деякі села в Дубочіці також Лесковац були подаровані монастирям: цар Стефан Душан, в 1348 році, дав в дар монастирю Хіландар село Лесковац.

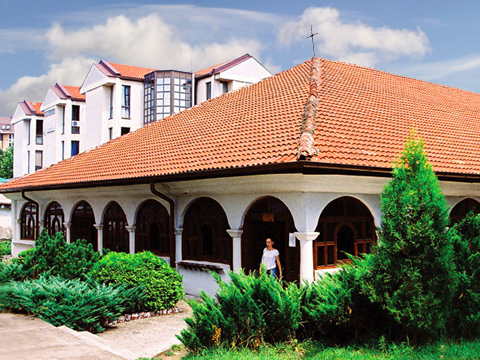
Секретна церква — Оджаклія

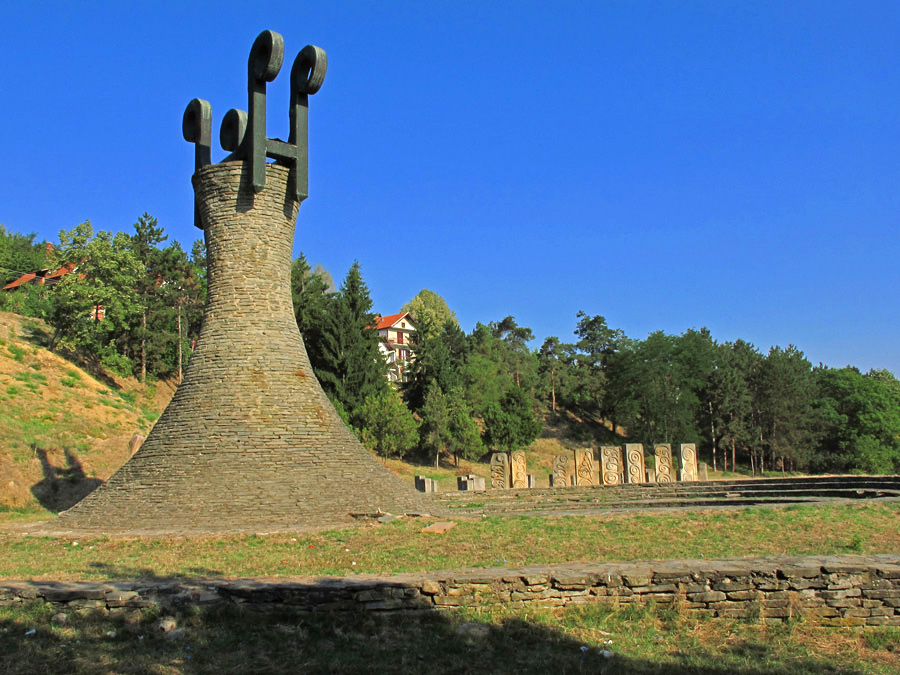
Меморіальний парк Другої світової війни і статуя «Богиня Перемоги»

Битва при Дубочіці відбулася 24 вересня 1454 року, між Сербською деспотовиною і Османської імперії яка вторглася, і закінчилася перемогою сербів. Під час османського поневолення Лесковац був частиною санджаку Ниш. У монастирі Ясунє, присвяченому Діві Преображення і Святому Івану Хрестителю був побудований в 1499 році на пожертви сестри Ксенії. Церква Св. Івана Хрестителя була побудована в XVI столітті.
Зайнятий в 1805 році сербами Лесковац незабаром знову перейшов до Туреччини і лише в 1878 році остаточно увійшов до складу Сербії.
Лесковац став частиною Сербії після Берлінського договору в 1878 році, в цей час Сербія також стала повністю незалежною від Османської імперії. Повна незалежність від Османської імперії на Балканах спочатку мав негативний вплив на торгівлю. Тим не менше, до кінця 19-го століття, місто Лесковац став відомий на Балканах своїми майстернями. Лесковац був відомий як Leskofça в Османській імперії і був обмежений як Ниш санджак до 1878 року.
У 1903 році, завод з переробки коноплі був побудований на березі річки на північ від старого центру міста. Під час Першого сербського повстання в Сербській революції (1804—1815), заборонено Сербську православну церкву була побудована в місті, шляхом обману турецьких феодалів, обіцяючи що будівля буде слугувати будинком для священика, і додали трубу, звідси і його назва Оджаклія (димар). У 1922 році родина Теокаревич відкрила суконну фабрику в невеликому містечку недалеко від Вучьє Лесковац. До 1938 року, на приватних текстильних фабриках міста Лесковац було зайнято 2 560 працівників. У 1870-х, були тисячі конопельних процесорів в Лесковаці, виробляючи до 150 000 возів на рік. Місто було колись відомий як «Маленький Манчестер», тому що у середині 19-го століття, в Лесковаці було тринадцять текстильних фабрик. Місто продовжувало залишатися основним текстильним центром до краху комуністичної ідеології в Східній Європі, але через економічну ізоляцію Сербії в результаті етнічних воєн, віддаленого розташування, і нездатності приватизувати заводи, промисловість розвалилася в результаті депресії економікі в регіоні.
З 1929 по 1941 роки, Лесковац був частиною Вардарської бановини в Югославському королівстві.

## Населення

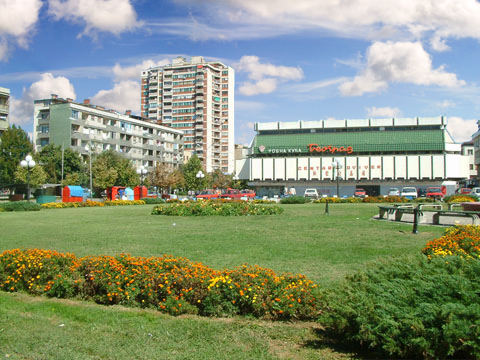
Центральний парк

Етнічні групи в муніципалітеті (за переписом 2011 року):
- Серби — 133 623
- Цигани — 7700

У 2011 році населення міста становило 60 288 з яких більшість складали серби. Інші значні етнічні групи включали циган, македонців і югославів. У січні 2007 року, за оцінками, налічувалося 500 чоловік китайського походження, які проживають в Лесковаці. Крім власне міста, є 143 населені пункти в Лесковацький агломерації, з яких найбільш великими є Вучьє і Грделіца, близько 3000 жителів кожен.
Свого часу друге за величиною місто в Сербії, сьогодні Лесковац уражено економічними проблемами, багато людей працездатного віку мігрують з області.

## Культура

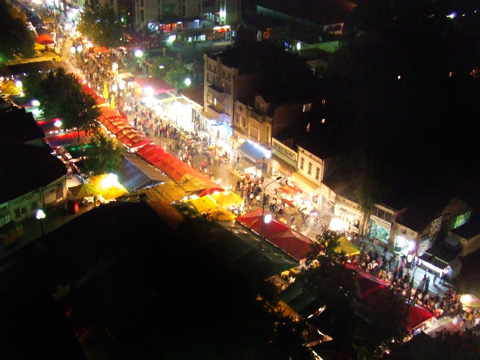
Роштілійада

### Роштілійада
Роштілійада (тиждень барбекю) — є фестиваль жареного м'яса на грилі, який був організований в Лесковаці протягом багатьох років, і проходить щорічно на початку вересня. В ході заходу, головний бульвар закритий для руху протягом п'яти днів, і стенди з продуктами харчування виставлені вздовж вулиць. У заході приймають гостей з усієї Сербії, а також туристів. TOL (Туристична організація Лесковаца) зазначила, що в 2013 році, більше 700 000 чоловік відвідали захід. Організатори проводять змагання, такі як створення великого гамбургера — плескавиці. Фестиваль є родзинкою сезону в Лесковаці.

### Міжнародний Карнавал

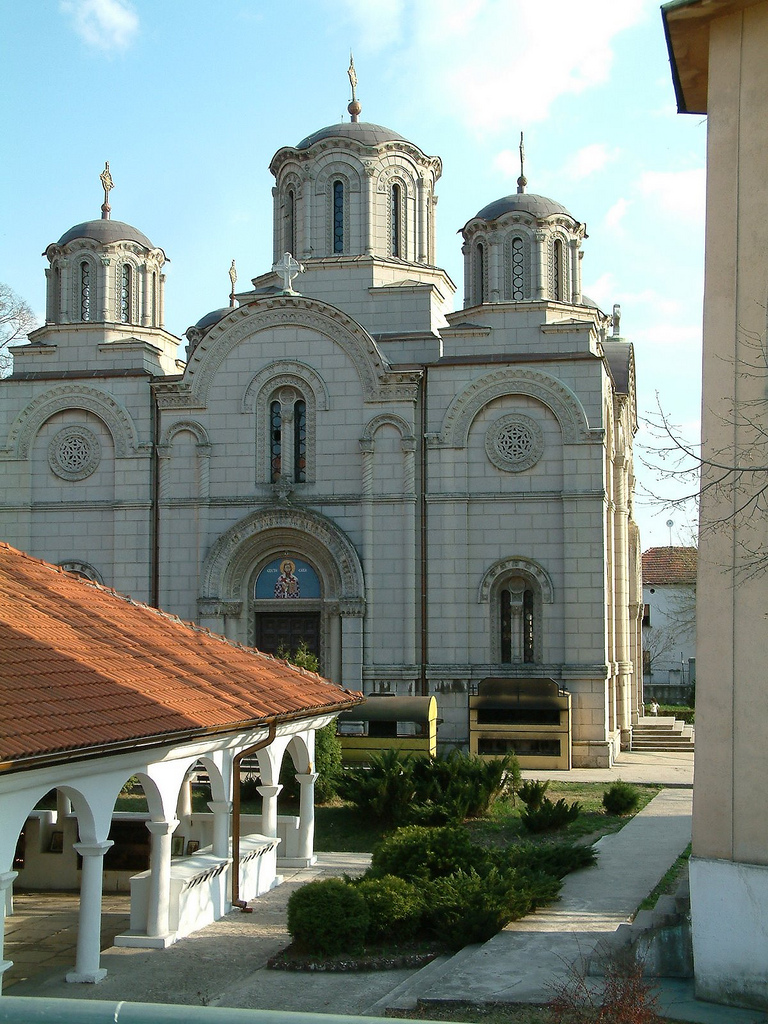
Свято-Троїцька церква

У 2009 році Лесковац офіційно стало містом Міжнародного Карнавалу, визначеним, Асоціацією європейських карнавальних міст, яка має більше 50 членів з Європи та Америки. Лесковацький карнавал проводиться в період фестивалю Роштілійада. Близько 1200 осіб взяли участь у карнавалі, з яких третя частина з-за кордону. Влада міста вважає відокремити цю подію в 2010 році як спеціальні туристичні заходи, які будуть введені в рамках спеціальної пропозиції міста.

### Культурна спадщина
- Монастир Іоанна Хрестителя
- Монастир Пресвятої Богородиці
- Монастир Рударі
- Монастир Чуклійенік
- Церква Оджаклія
- Лесковацький кафедральний собор

## Відомі особистості
У поселенні народилась:
- Сузана Костич (нар. 1961) — сербський диригент.